# Teză (disertație)

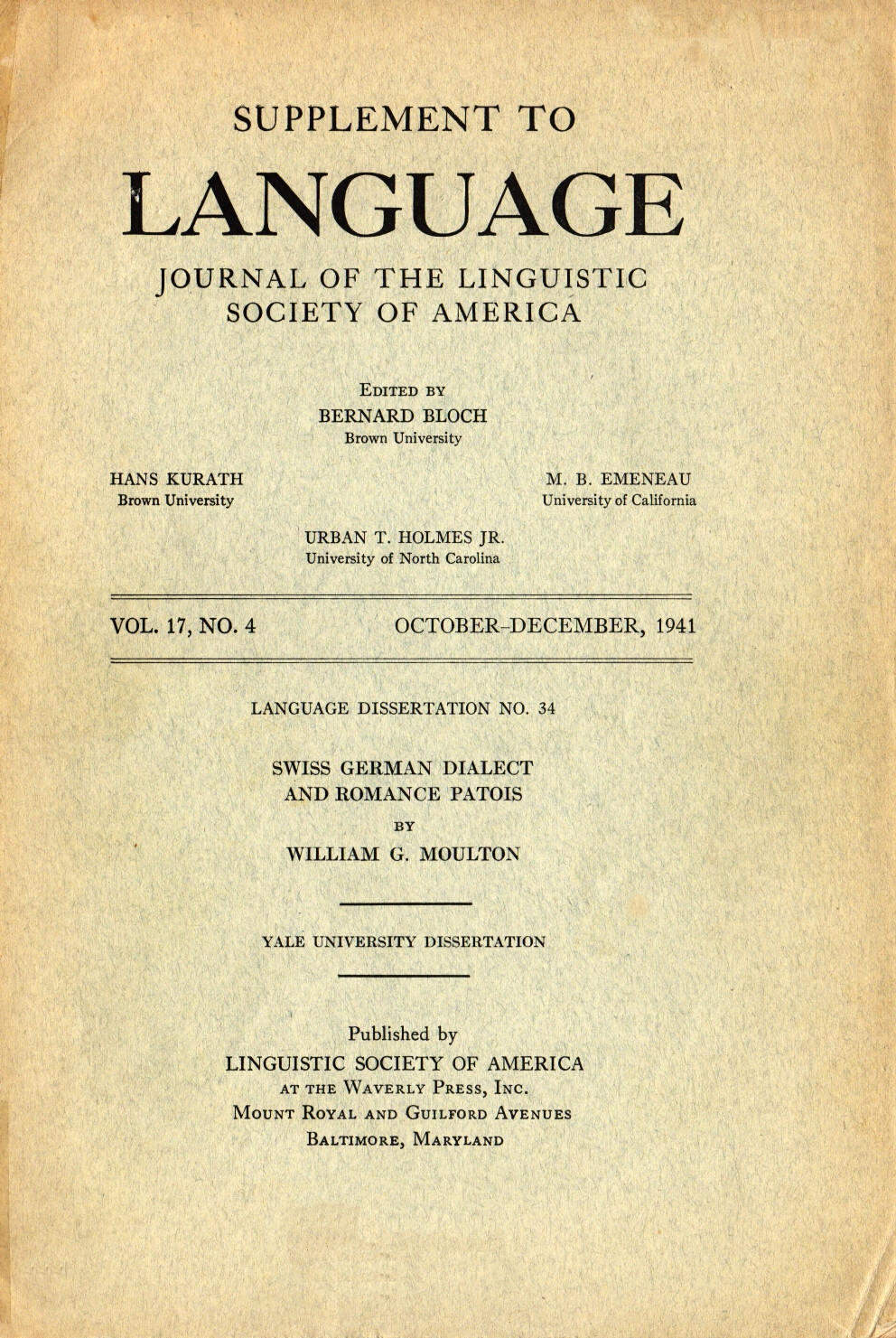
Teza de dizertație a lui William G. Moulton

În domeniul academic, o teză sau disertație este un document care prezintă cercetările autorului și este publicată în sprijinul candidaturii pentru un titlu academic sau o calificare profesională.